# Accademia navale di Mürwik

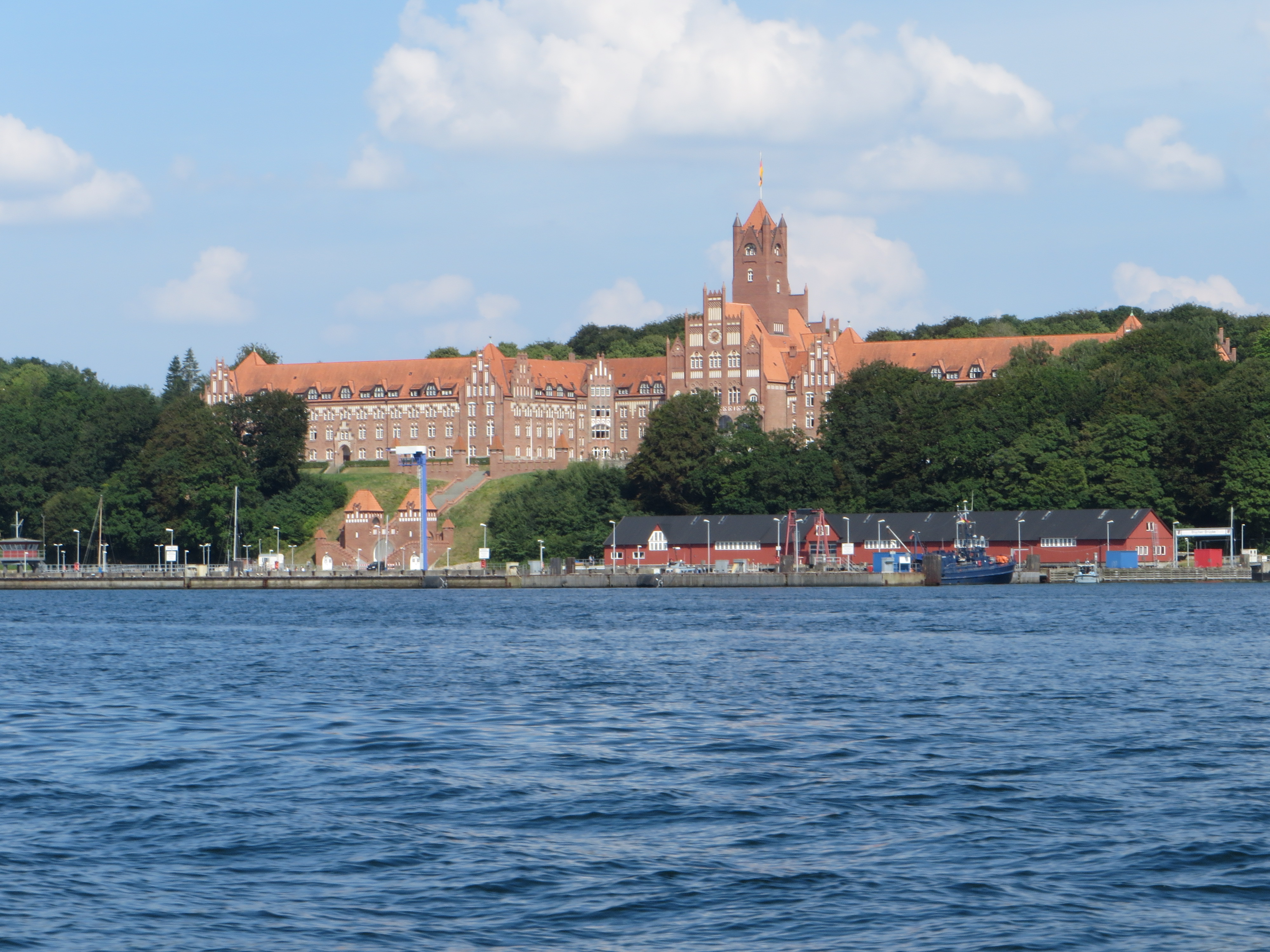
Veduta dell'Accademia navale di Mürwirk

L'Accademia navale di Mürwik (in tedesco Marineschule Mürwik o Marienschule Mürwik), situata nel quartiere Mürwik di Flensburgo, è il centro di formazione degli ufficiali della marina tedesca dal 1910. L'edificio in mattoni rossi, lungo 200 metri e con una torre alta 60 metri, si affaccia sul fiordo di Flensburgo.
Il Gorch Fock II appartiene all'Accademia navale di Mürwik. Nei locali della scuola si trova un museo dedicato alla storia della marina dal 1848 a oggi.

## Storia
L'Accademia navale di Mürwik fu avviata nel 1907 per ordine del Kaiser Guglielmo II di Germania e aprì i battenti nel 1910. Ha formato ufficiali per la Kaiserliche Marine (1871-1918), la Reichsmarine (1919-1935), la Kriegsmarine (1935-1945) e la Bundesmarine (1956-1995). Dal 1995, si occupa dell'addestramento di quelli della Deutsche Marine.
Dal 3 al 23 maggio 1945, la scuola ha ospitato il governo provvisorio del Reich, noto come Governo di Flensburg, finché non è stato sciolto dagli Alleati.